# Tadschikische Streitkräfte
Die Tadschikischen Streitkräfte (russisch Қувваҳои Мусаллаҳи Ҷумҳурии Тоҷикистон; Quvvahoi Musallahi Çumhurii Toçikiston) bilden mit 9500 Soldaten das Militär der Republik Tadschikistan.
Das tadschikische Militär gliedert sich in Heer, Luftwaffe, Truppen des Inneren und Nationalgarde. Aufgrund der Binnenlage des Landes besitzt es keine Marine.

## Allgemeines
Der Verteidigungsetat betrug 2023 rund 90,1 Millionen US-Dollar. Die Vereinigten Staaten gewährten 2010 Militärhilfe in Höhe von 1,5 Millionen US-Dollar.

## Heer
Das Heer mit 8000 Angehörigen gliedert sich in drei MotSchützenbrigaden (davon eine für Ausbildungszwecke), eine Luftlandebrigade, eine Gebirgsinfanteriebrigade, eine Artilleriebrigade und ein Flugabwehrregiment.
An Ausrüstung sind 30 T-72-Kampfpanzer, 7 T-62-Kampfpanzer, 8 BMP-1-Schützenpanzer, 15 BMP-2-Schützenpanzer, 23 BTR-60/-70/-80-Mannschaftstransportpanzer, 12 122-mm-D-30-Haubitzen, 10 122-mm-BM-21-Mehrfachraketenwerfer und 10 120-mm-Granatwerfer vorhanden.
Ferner werden die Panzerabwehrwaffen 2K8 Falanga und 9K11 Maljutka eingesetzt.

## Luftwaffe
Die Tadschikische Luftwaffe ist die Luftstreitmacht der tadschikischen Streitkräfte und hat eine Personalstärke von 1.500 Soldaten, welche sich in zwei Staffeln gliedert.

### Ausrüstung

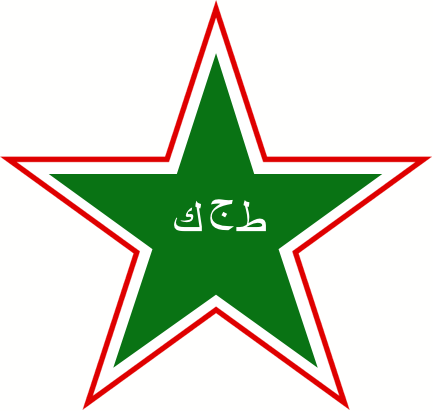
Kokarde der tadschikische Luftwaffe

Die tadschikischen Luftstreitkräfte betreiben 5 Flugzeuge und 20 Hubschrauber (Stand Ende 2023). Des Weiteren zur Flugabwehr die Systeme S-75 Dwina, S-125 Newa, 9K32 Strela-2 (MANPADS) und FIM-92 Stinger (MANPADS).
| Luftfahrzeug  | Herkunft         | Verwendung            | Version   | Aktiv     | Bestellt  | Anmerkungen |
| Flugzeuge     | Flugzeuge        | Flugzeuge             | Flugzeuge | Flugzeuge | Flugzeuge | Flugzeuge   |
| ------------- | ---------------- | --------------------- | --------- | --------- | --------- | ----------- |
| Antonow An-26 | Sowjetunion      | Transportflugzeug     |           | 1         |           |             |
| Aero L-39     | Tschechoslowakei | Schulflugzeug         |           | 4         |           |             |
| Hubschrauber  |                  |                       |           |           |           |             |
| Mil Mi-24     | Sowjetunion      | Kampfhubschrauber     |           | 4         |           |             |
| Mil Mi-8      | Sowjetunion      | Transporthubschrauber |           | 16        |           |             |

## Weitere Truppen
Tadschikistan unterhält weitere 3800 Soldaten als Innere Truppen und eine 1200 Soldaten umfassende Nationalgarde, deren vorrangige Aufgabe der Personenschutz für den tadschikischen Präsidenten zu gewährleisten.

### Weitere Kräfte in Tadschikistan
Das russische Heer hat seine 201. motSchützendivision in Tadschikistan stationiert, die indische Luftwaffe verfügt über einen Militärflugplatz im Lande.

## Galerie

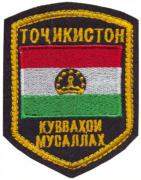
Das Emblem des tadschikischen Heeres
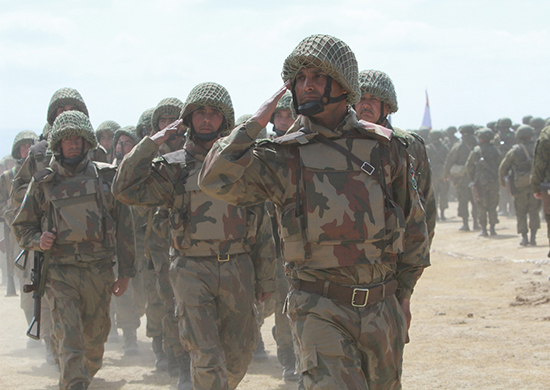
Tadschikische Soldaten
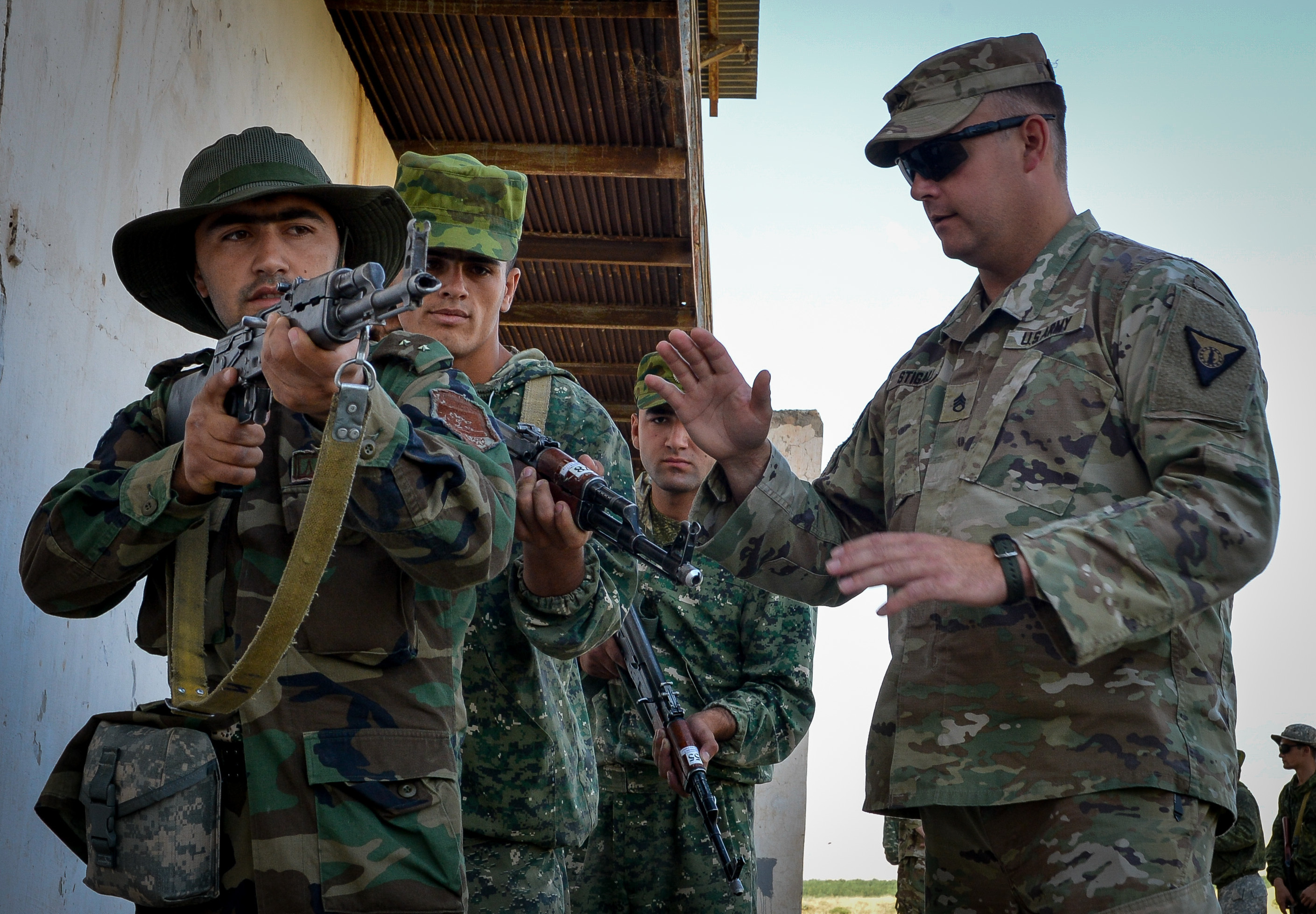
US-Soldaten trainieren tadschikische Spezialkräfte
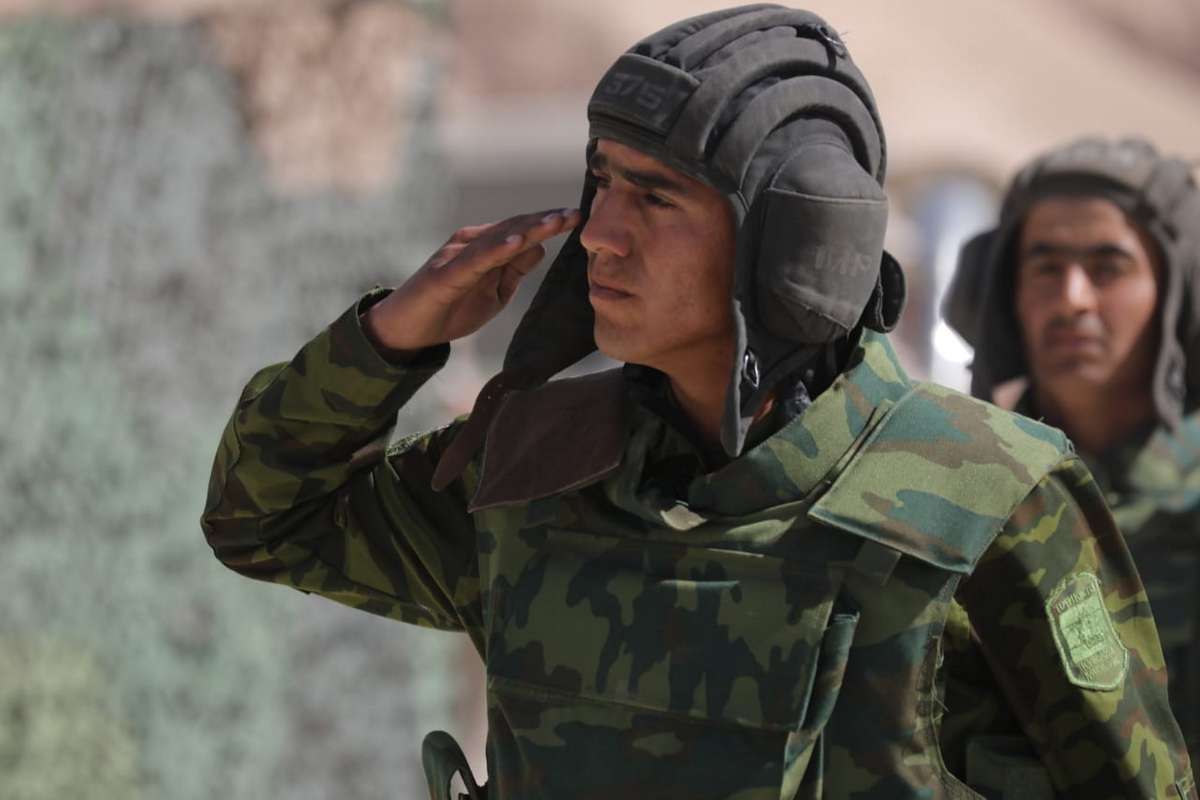
Tadschikischer Panzerfahrer
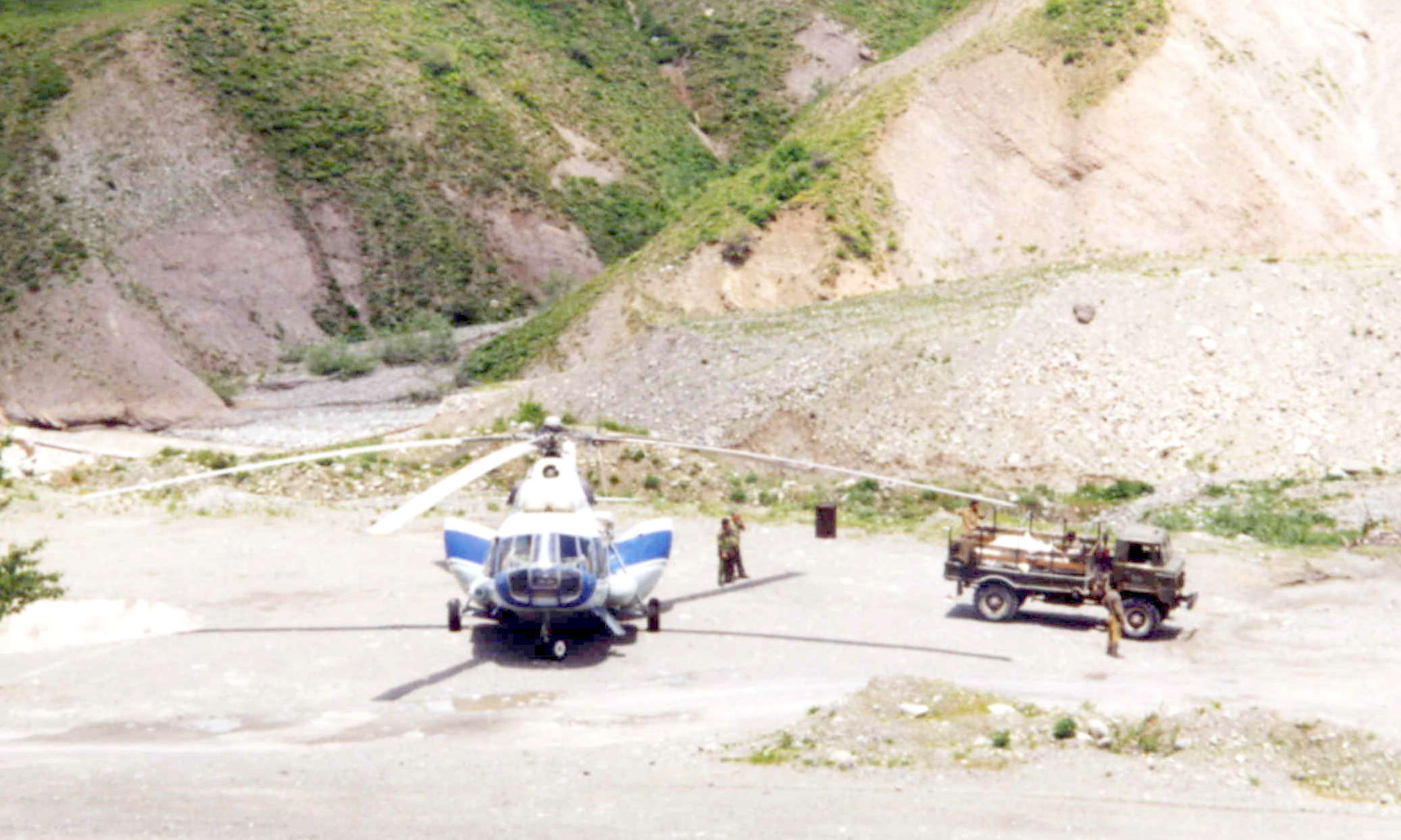
Tadschikische Mi-8